# 羅斯納-阿利庫鄉

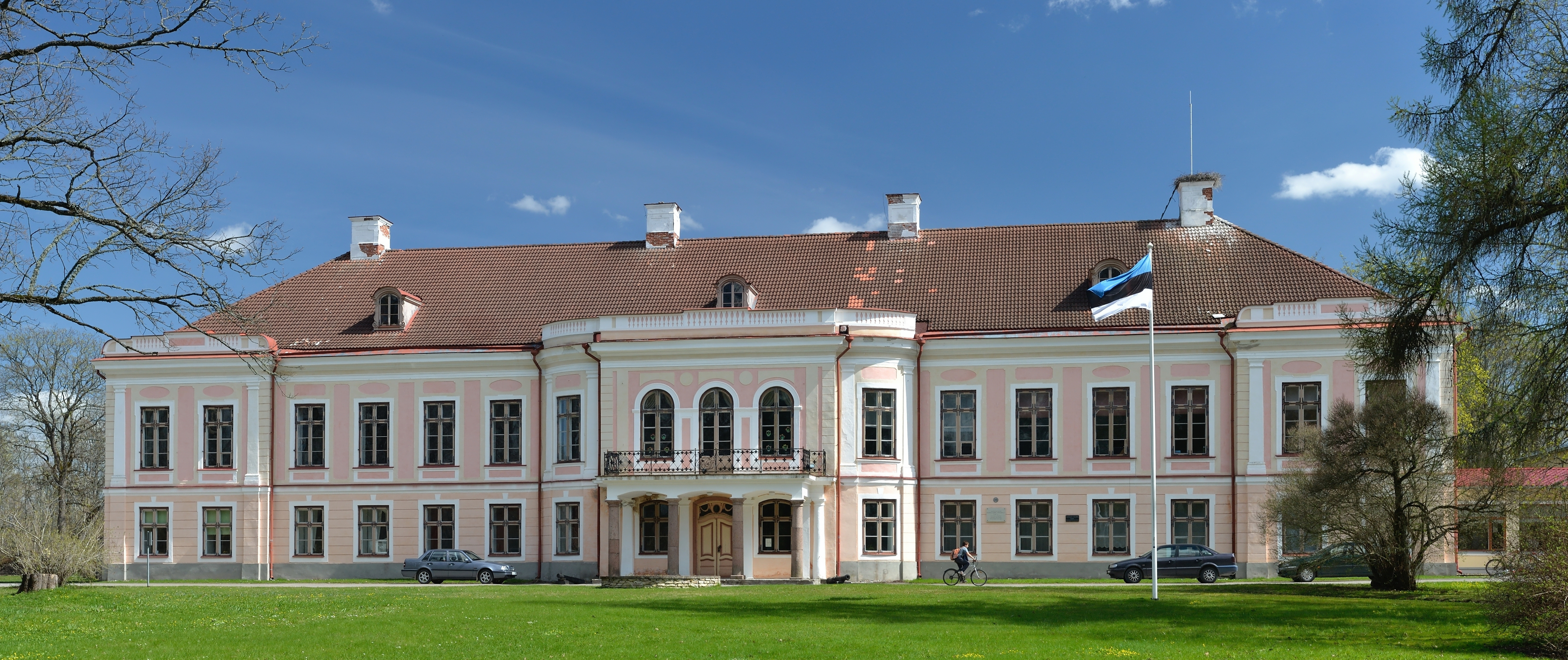
羅斯納-阿利庫庄园

羅斯納-阿利庫鄉，曾是愛沙尼亞耶爾瓦縣的一個鄉村型市镇，位於該國中部，行政中心設於羅斯納-阿利庫，面積132平方公里，2007年人口1,238，人口密度每平方公里9人。
2017年爱沙尼亚行政改革后，羅斯納-阿利庫市镇与派德市及原派德乡村型市镇合并为新的派德城市型市镇。